# Finn (zeilboot)
De Finn is een eenmanszeilboot die ontstond uit een prijsvraag uit 1949, uitgeschreven voor de Olympische Spelen van 1952 in Helsinki, om te komen tot een nieuw eenmansboottype voor mannen. Rickard Sarby won. Hij noemde de boot Finnjol. Vanaf de Spelen in 1952 was de eenmansboot aanwezig op alle Olympische Spelen, maar zal na 2021 daar niet meer terugkeren.

## De boot
De Olympische Finn is een midzwaardboot. De eerste uitvoeringen hadden een houten romp, later werd dit gecombineerd met polyester. Tegenwoordig worden romp en dek uitsluitend uit polyester gemaakt.
De originele mast was van hout, maar in de jaren zestig en - zeventig werd veelal overgestapt naar aluminium, dat door zijn grotere flexibiliteit meer controle over het zeil opleverde. Tegenwoordig worden de wedstrijd-Finns meer en meer voorzien van een mast van koolstofvezels. Het zeil is doorgaans van Kevlar.
De zeileigenschappen worden voor een groot deel bepaald door de mast/zeil-combinatie en de verschillende trimmogelijkheden. Door de internationale voorschriften voor de Finn en door zijn relatief hoge gewicht gaat de boot lang mee en zijn de onderlinge verschillen in snelheid gering.

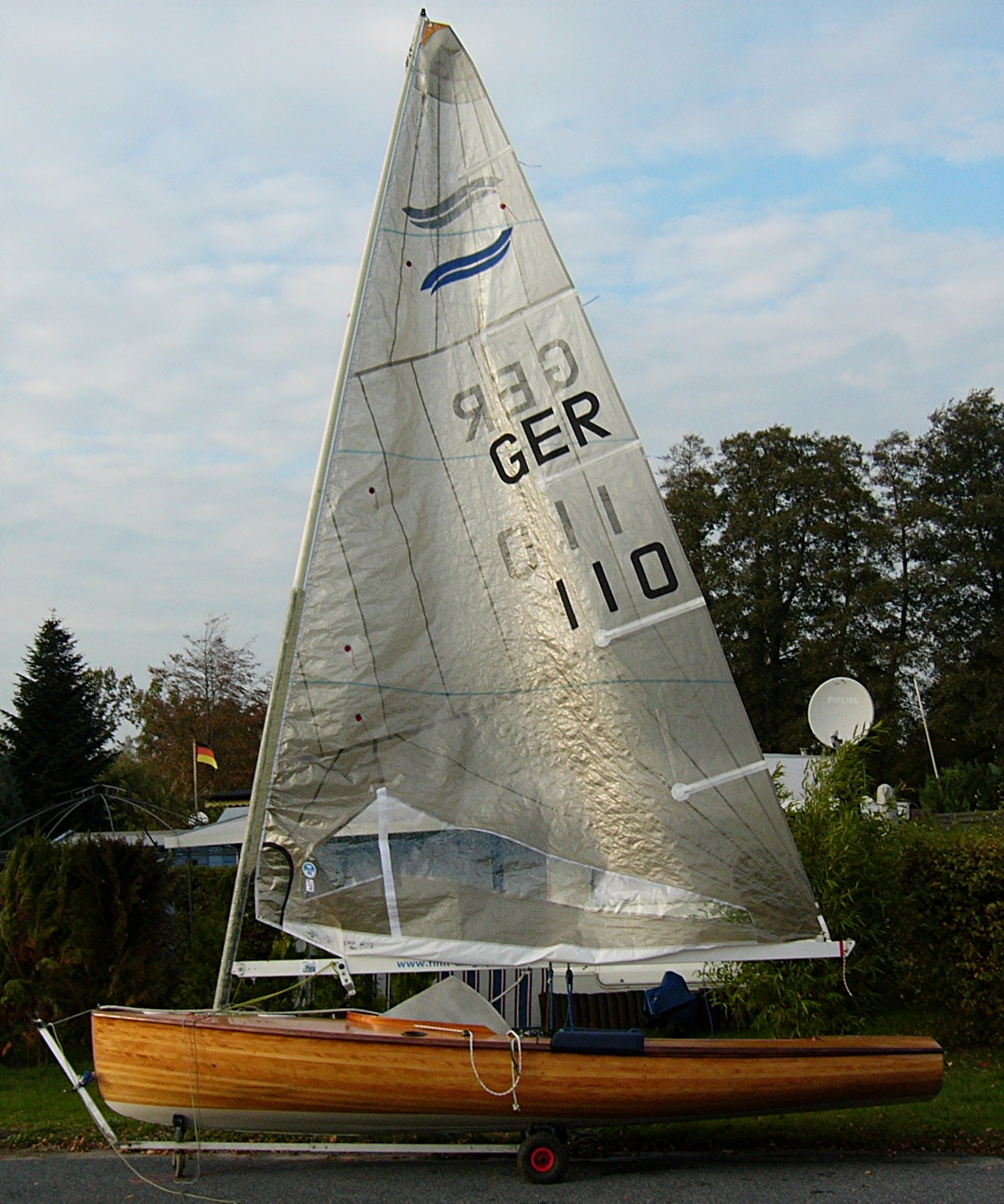
Classic-Finn G 1141, Bj 1970 met moderne mast en zeil
- Polygoonjournaal uit 1960. Finjollen en Flying Dutchmen bekampen op de Loosdrechtse Plassen.